# Klokan páskovaný
Klokan páskovaný (Lagostrophus fasciatus) je ohrožený vačnatec z čeledi klokanovitých, žijící většinou v menších skupinkách, na malých ostrovech západně od Austrálie, Je jediným žijícím živočichem zařazený do rodu Lagostrophus. Je to noční tvor, přes den se skrývá v houštinách a mezi keři a v noci vylézá na lov. Živí se různými travinami, ovocem a další vegetací. Jsou velmi společenští. Hnízdění probíhá v houštinách, tedy na zemi. Samci jsou velmi agresivní a probíhají mezi nimi souboje o jídlo i o samice. Dožívá se až 15 let.

## Historie
Kdysi bychom tento druh našli na pevnině v jihozápadní části západní Austrálie a jižní Austrálii. Tam byli ale vyhlazeni lidmi, ti šťastní se na lodích dostali na menší ostrůvky podél západní Austrálie. Dle všeho se tak stalo v roce 1963, ale poslední záznamy se datují jen do roku 1906. Krom toho, že je likvidovali lidé, stál za jejich úbytkem také úbytek potravy a vegetace. Klokana páskovaného nenajdeme v žádné evropské zoo, tedy ani v těch českých.

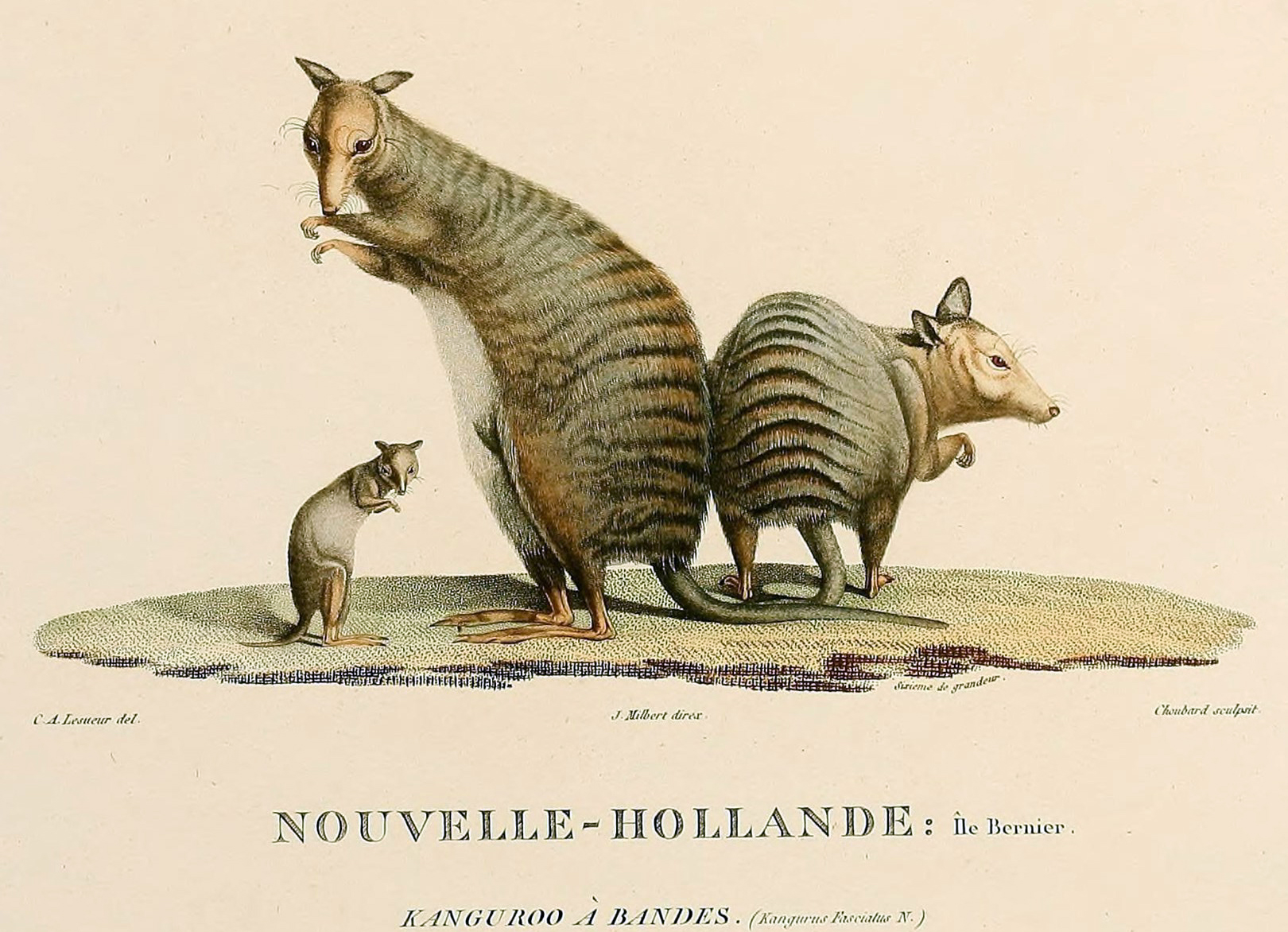

### Dělení
Dělí se na další dva málo známé a ohrožené poddruhy:
- Lagostrophus fasciatus fasciatus
- Lagostrophus fasciatus baudinettei

## Vzhled
Průměrná váha samce klokana páskovaného je 1,7 kg, samice jsou o něco lehčí, není zde výrazný pohlavní dimorfismus. Měří asi 800 mm od hlavy ke konci ocasu, s ocasem téměř stejnou délku (v průměru 375 mm), jako tělo, je to tedy velmi malý klokan. Mají poměrně krátký nos, díky čemuž nemusí vůbec připomínat klokany. Dlouhá, šedá srst je skvrnitá, většinou se žlutými nebo světle hnědými znaky, mizí do světle šedou na podbřišku. Neexistuje žádná barva variace na obličeji nebo hlavy, zbarvení je pevná šedá. Tmavé, vodorovné pruhy kožešiny začínají na uprostřed zad a zastaví na kořene ocasu.

## Rozmnožování
Páření začíná v prosinci a končí v září. V době páření bojují samci o samice tak, že se snaží dostat svého soupeře na lopatky. Často se při tom opírají i o své ocasy. Klokan páskovaný je pohlavně zralý do jednoho roku věku, samice dříve, ale před dovršením 1 roku se nepáří. Většinou se narodí jedno mládě, které je velmi malé, holé a slepé. Pomocí drápků na předních nohách se mládě doplazí srstí matky až do vaku, kde se přisaje k prsní bradavce. Bradavka se prodlouží, její konec zduří a mláděti srostou ústní koutky, takže visí pevně na bradavce. Mládě ještě nemůže samo sát a samice mu sama několikrát za den vstříkne mléko do tlamičky. Mláďata zůstávají v matčině vaku do šesti měsíců a odstaveni od mléka jsou za další tři měsíce. Pokud dojde k oplození dalšího vajíčka ještě během doby kdy je mládě ve vaku, nové embryo zůstává v děloze v klidu do chvíle, než předešlé mládě opustí vak. Mláďata poté začnou žít sama. Samci se nijak o své potomky nestarají.